# Bröta och Bröthagen
Bröta och Bröthagen är en av SCB avgränsad och namnsatt småort i Botkyrka kommun bestående av byarna Västra Bröta, Östra Bröta och Bröthagen i Grödinge socken nära gränsen mot Nynäshamns kommun. Nordväst om byarna ligger Rosenhill och sydost om runstenen Brötastenen.

## Historik
"Bröta" innehåller det gamla namnet för väg (braut). Ordet braut är besläktat med verbet bryta, alltså bryta väg. Här avses troligen den gamla vägen som sträckte sig mellan Grödinge socken och Södertälje. Vid den återfinns även runstenen Brötastenen.
Bröta nämns i skriftliga källor första gången i slutet av medeltiden. Någon uppdelning i Östra och Västra Bröta hade ännu inte ägt rum och man talade bara om Bröta. På 1600-talet skedde en uppdelning i två byar: Östra och Västra Bröta. Från den tiden är den gamla byvägen fortfarande bevarad. 
I samband med det laga skiftet som genomförs år 1833 tvingades sju av tio gårdar att flytta från Östra Bröta, medan i Västra Bröta var det två av sex. De tidigare byarnas samhörighet "sprängdes" och ensamgårdar uppstod på åkerholmar och i kanten av åkermarken. Bröta gård, ligger kvar vid den nuvarande landsvägen.

## Bilder

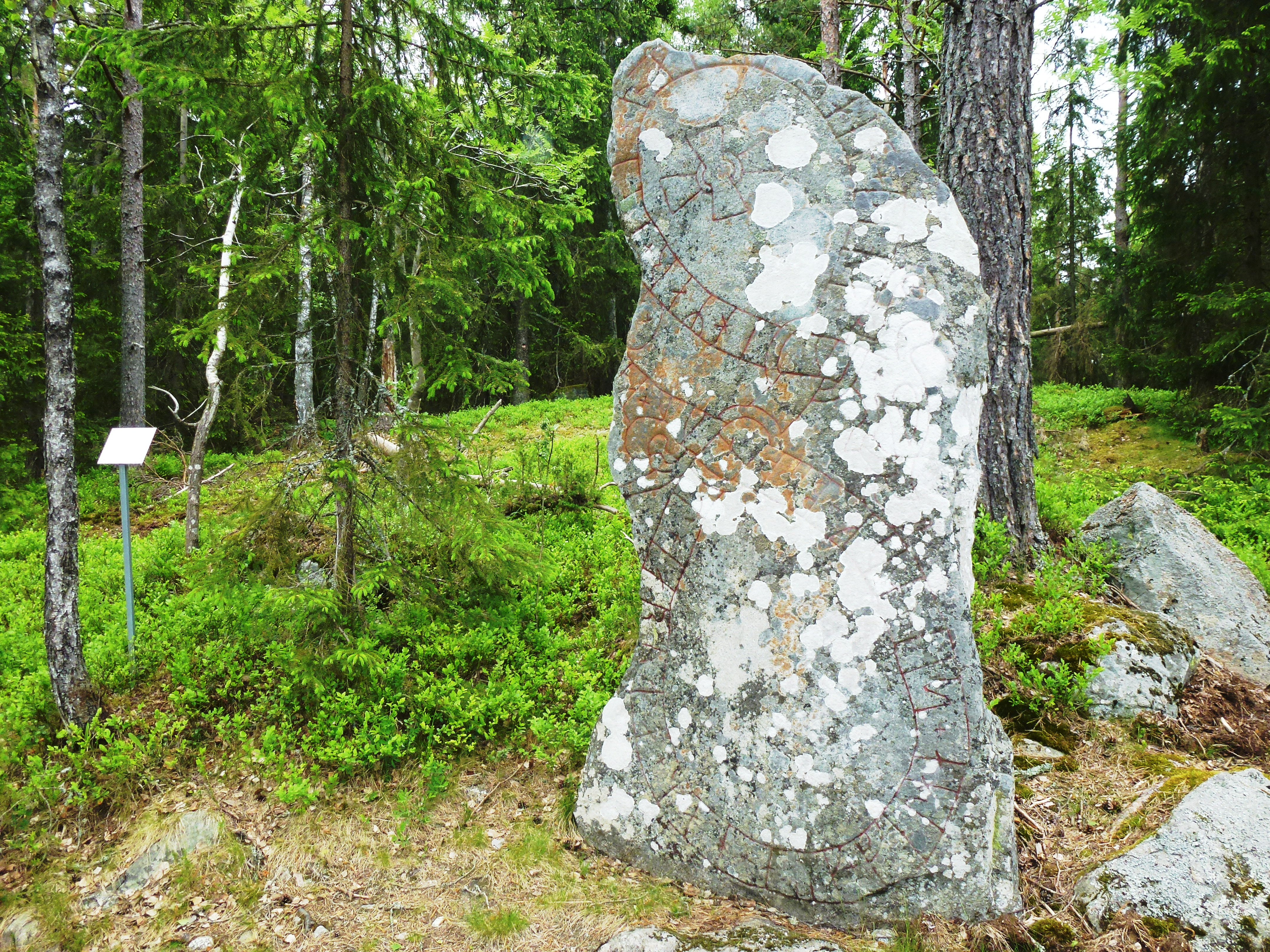
Brötastenen
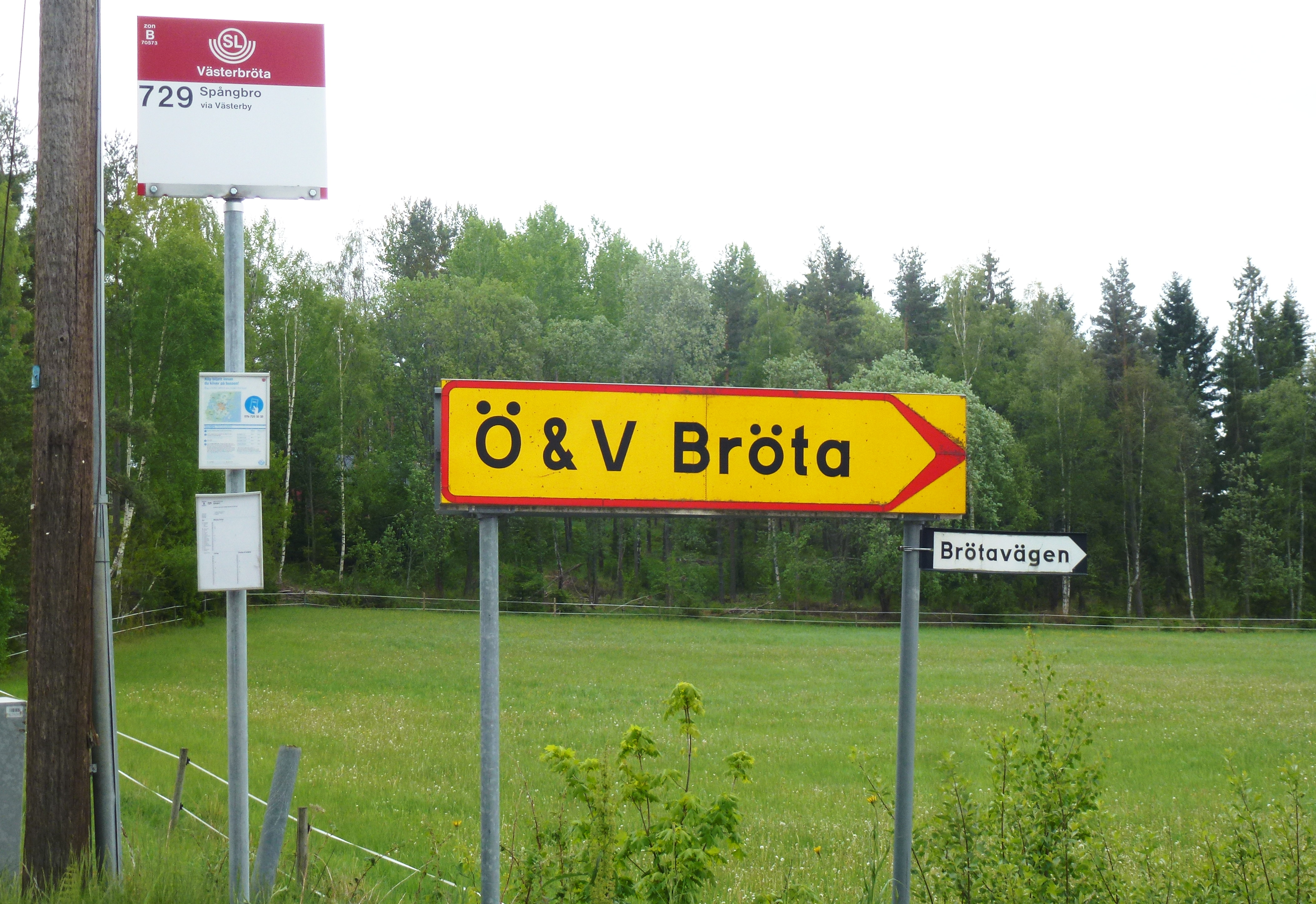
Östra och Västra Bröta
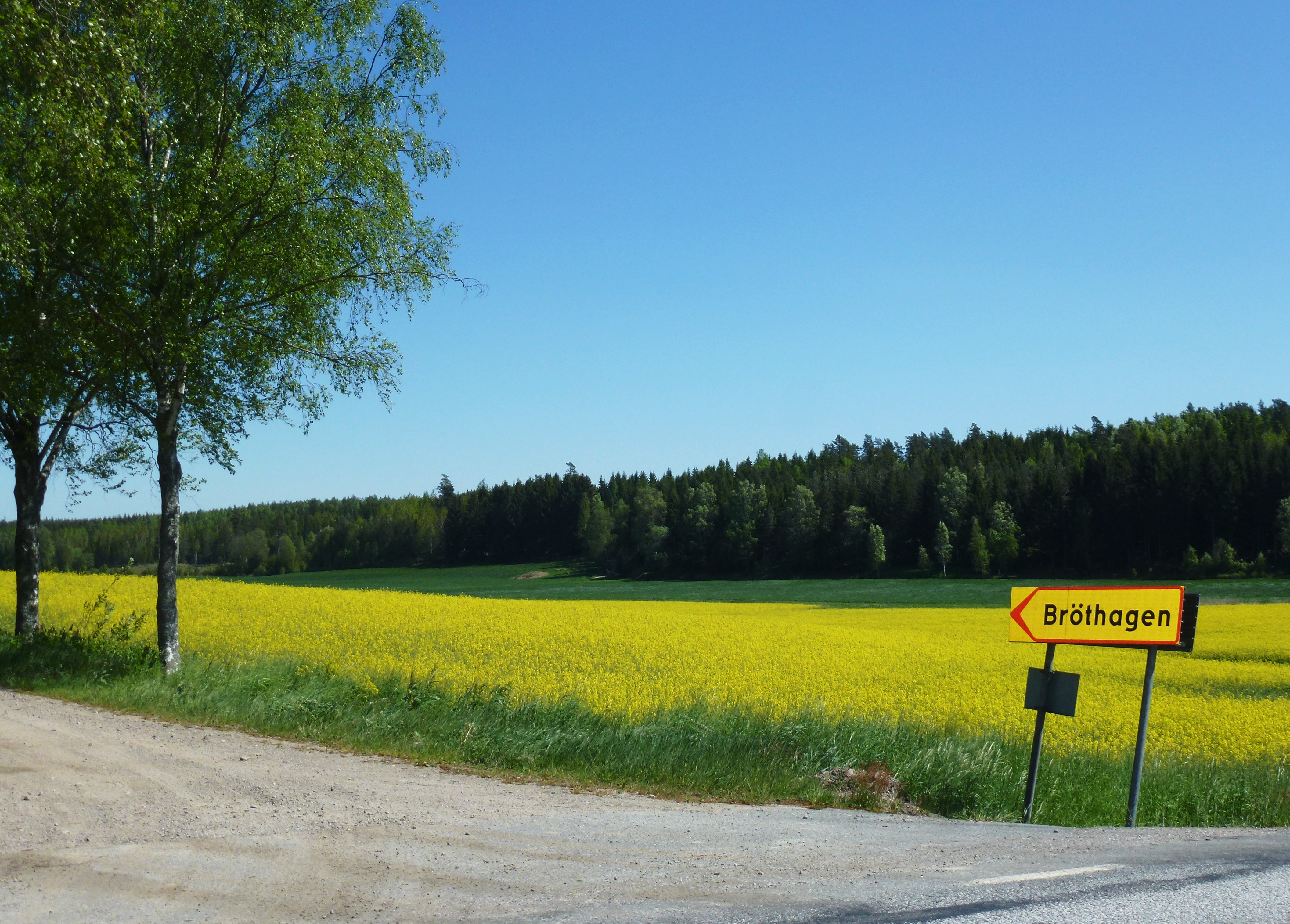
Avtagsväg Bröthagen